# Psolidiella nigra
Psolidiella nigra is een zeekomkommer uit de familie Cucumariidae.
De wetenschappelijke naam van de soort werd in 1925 gepubliceerd door Theodor Mortensen.

## Synoniemen
- Cucumaria bollonsi Mortensen, 1925
- Psolidiella adhaerens Hickman, 1962